# Psilochorus nigromaculatus
Psilochorus nigromaculatus är en spindelart som beskrevs av Kulczynski 1911. Psilochorus nigromaculatus ingår i släktet Psilochorus och familjen dallerspindlar. Inga underarter finns listade i Catalogue of Life.